# Partia Postępu i Socjalizmu
Partia Postępu i Socjalizmu (tamaz. ⴰⴽⴰⴱⴰⵔ ⵏ ⵓⴼⴰⵔⴰ ⴷ ⵜⵏⵎⵍⴰ, arab. حزب التقدم والاشتراكية, fr. Parti du progrès et du socialisme, PPS) – marokańska lewicowa partia polityczna, została założona przez Ali Yata w roku 1974.
W wyborach parlamentarnych w 2002 roku partii udało się zdobyć 11 mandatów, w 2007 roku zwiększyła stan posiada o kolejnych 6 mandatów i weszła w skład rządu Abbasa al-Fasiego.
W 2011 roku partia zawiązała koalicję wyborczą z dwiema innymi partiami lewicowymi (na czele z Unią Socjalistyczną), zdobywając przy tym 18 mandatów dla własnego ugrupowania, partia ponownie weszła w skład rządowej koalicji.